# Philo Paz Patric Armand
Philo Paz Patric Armand (Jakarta, 12 maart 1996) is een Indonesisch autocoureur.

## Carrière
Armand begon zijn autosportcarrière in het karting in 2006 en won het jaar daarop de Formule Cadet-klasse van het Indonesische kartkampioenschap. In 2009 won hij de Junior-klasse van dit kampioenschap en eindigde hij als derde in het Aziatische-Pacifische KF3-kampioenschap. In 2011 werd hij vierde in het Aziatische-Pacifische KF1-kampioenschap en werd gedurende het seizoen een officiële coureur voor het Tony Kart Racing Team. In zijn laatste jaar in het karting in 2012 werd hij veertiende in het CIK-FIA KF1 wereldkampioenschap karten, een titel die gewonnen werd door zijn teamgenoot Flavio Camponeschi.
Aan het eind van 2012 maakte Arman zijn debuut in het formuleracing in het laatste weekend van de Formule Renault BARC Winter Series op de Rockingham Motor Speedway als gastrijder voor het team Fortec Motorsports, waarin hij in beide races uitviel. In 2013 maakte hij de fulltime overstap naar de Formule Renault 2.0 NEC voor Fortec. Met een elfde plaats in het laatste raceweekend op het Circuit Park Zandvoort als beste resultaat eindigde hij als 28e in het kampioenschap met 45 punten. Daarnaast nam hij als gastrijder voor Tech 1 Racing deel aan de raceweekenden op het Autodromo Nazionale Monza en het Autodromo Enzo e Dino Ferrari in de Formule Renault 2.0 Alps.
In 2014 reed Armand een volledig seizoen in de Formule Renault 2.0 Alps voor Tech 1 Racing. Met een vierde plaats op het Circuit de Pau als beste resultaat eindigde hij als achttiende in het kampioenschap met 23 punten. Ook reed hij als gastrijder voor Tech 1 in de raceweekenden op Spa-Francorchamps en het Circuit Paul Ricard in de Eurocup Formule Renault 2.0.
In 2015 stapte Armand over naar de Formule Renault 3.5 Series, waar hij naast Roberto Merhi voor het team Pons Racing uitkwam. Door problemen met zijn visum moest hij echter halverwege het seizoen uit het kampioenschap stappen. Hij behaalde één punt met een tiende plaats op het Circuit de Monaco, waardoor hij als 26e in het kampioenschap werd geklasseerd.
In 2016 maakt Armand zijn debuut in de GP2 Series voor het team Trident, waar hij de teamgenoot wordt van Luca Ghiotto.